# 鸻科
鸻科（学名：Charadriidae）在生物分类学上是鸟纲鸻形目中的一个科。包括千鸟、田夫鸟，共有60多种，其个头为小到中等，躯干紧凑，脖子短且粗，翅膀长，通常很尖。
它们分布在世界各地，大部分都栖息于近水的地区。但也有例外，比如澳洲小嘴鸻，喜欢生活在澳大利亚中部和西部沙漠的石质土地上。
它们依赖于视觉捕食，与鹬属依赖长喙捕食不同。食物包括昆虫、蠕虫和其他无脊椎动物。
有學者建議將斑鴴屬（Pluvialis）分離成一個單型的斑鴴科（Pluvialidae）。